# Ranunculus pastorum
Ranunculus pastorum är en ranunkelväxtart som först beskrevs av H. Sm., och fick sitt nu gällande namn av S. Ericsson. Ranunculus pastorum ingår i släktet ranunkler, och familjen ranunkelväxter. Inga underarter finns listade i Catalogue of Life.